# Détecteur d'aérosols chargés
Pour les articles homonymes, voir CAD.
Un détecteur d’aérosols chargés, ou CAD de l’anglais Charged aerosol detector, est un appareil utilisé pour détecter des molécules d’intérêt dans des mélanges. Il est un module utilisé avec un système de chromatographie en phase liquide à haute performance (abréviation anglaise HPLC) qui fait la séparation de molécules dans une solution.
Le CAD est un détecteur de HPLC qui génère un signal en fonction des charges provenant des analytes ou d’autres molécules et produit un graphique de l’intensité du signal en fonction du temps. Il fonctionne sur le principe de nébulisation d’un solvant et des analytes pour ensuite les charger de charges positives provenant d’un gaz et les analyser à l’aide d’un électromètre. Ce détecteur fonctionne avec une grande variété de molécules puisqu’il n’a pas besoin de structure précise et particulière sur l’analyte pour en faire la détection, contrairement à d’autres détecteurs, comme les détecteurs de fluorescence. Ceci le rend très utile et flexible en termes d’utilisation dans différents protocoles en chimie analytique.

## Fonctionnement
Il existe trois grandes étapes pour décrire le fonctionnement du détecteur : la nébulisation du solvant et des analytes, qui est le principe de mettre en fines gouttelettes en phase gazeuse ; ajouter une charge positive aux molécules pour pouvoir en faire la détection ; finalement la détection des molécules chargées dans un électromètre.

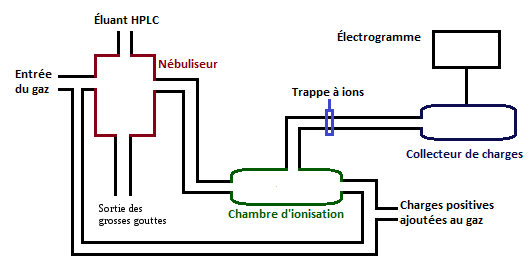
Détecteur d'aérosols chargés

Comme dit dans la description, ce détecteur est un détecteur pour les HPLC, tout comme le détecteur UV ou Visible ou bien d’autres détecteurs. Par conséquent, lorsque l’analyte atteint le CAD, il est en solution dans un solvant en phase liquide. Il doit donc être vaporisé pour éliminer le solvant et ainsi détecter les molécules voulues. Pour ce faire, l’analyte doit atteindre le nébuliseur. Avec l’aide de l’azote, gaz inerte qui arrive par l’entrée de gaz, l’analyte sera mis sous forme gazeuse en fines gouttelettes. Les analytes vont sortir du nébuliseur pour se diriger vers la chambre d’ionisation, alors que les  gouttes considérées comme trop grosses seront retirées par le système avec une deuxième sortie, différente de celle où l’analyte gazeux sort. Ensuite, alors que l’analyte est dans la chambre, il va entrer en collision avec des molécules d’azote chargées positivement qui vont transférer leurs charges à l’analyte. Plus la molécule est grosse, plus elle pourra accepter de charges positives. Donc deux molécules, de même concentration et de structure semblable (ex. : glucose et galactose) vont donner des signaux similaires. Une fois chargés, l’analyte se dirigera vers le collecteur en passant par une trappe à ions qui va retirer toutes les molécules qui ont une vitesse supérieure à une vitesse minimale. Ce qui veut dire qu’il va retirer toutes les molécules de gaz chargées qui n’auront pas réagi avec les autres molécules. Finalement, les charges seront retirées pour être transformées en signal par l’électromètre. Ce dernier envoie ensuite les signaux à l’ordinateur qui les transforme en chromatogramme du signal détecté en fonction du temps. Il est donc important d’avoir une séparation adéquate auparavant, puisque le détecteur ne fait pas nécessairement la discrimination de molécules.
Par conséquent, il est donc très utile pour analyser des molécules qui n’ont pas de structure moléculaire particulière, sans devoir passer par une étape de synthèse pour modifier la structure.

## Applications
En raison de la grande variété de molécules en chimie, un détecteur qui peut être utilisé pour plusieurs types de molécules différents peut être très utile. Donc, comme à peu près toutes les molécules peuvent être ionisées, un détecteur comme le CAD devient très utile puisqu’il permet la détection, mais aussi la quantification de celles-ci, voir les différents exemples ci-dessous, puisqu’il donne des réponses très reproductibles entre les analyses. Cependant, la température et le débit peuvent faire une différence sur les analyses.
Par exemple, il peut détecter les lipides tels que les phospholipides et les acides gras libres. Une des molécules est un lipide non-polaire et l’autre est une molécule polaire. Ce qui veut dire que les deux ont des propriétés différentes pour la séparation, mais pas la détection avec le CAD. Pour la détection des acides gras par contre, certains acides gras, comme le méthyloléate ou les esters méthyliques d’acide gras (ou fatty acids methyl ester, FAME), n’ont pas été détectés, ou bien ont eu une détection plus faible, ce qui peut être dû à l’évaporation de ceux-ci, selon l’article en référence. De plus, les phospholipides peuvent être analysés en phase normale par HPLC, avec gradient ou sans gradient, avec le CAD. La reproductibilité est bonne même en utilisant autres choses que des standards. Ils ont été capables de détecter les phospholipides même avec un gradient au niveau de la phase mobile. Cependant, le gradient cause un changement dans la ligne de base à la moitié de l’analyse qui redescend par la suite.
On peut aussi détecter des monosaccharides, sucres, et des plus longues chaînes de saccharides comme des oligosaccharides. Dans l’article de Inagaki et al., les auteurs ont utilisé le sialylglycopeptide (SGP) pour l’analyse. Ils ont pu déterminer la quantité de SGP sans aucune modification sur la structure, alors que des étapes de modifications doivent être effectuées pour la détection en fluorescence. Ils ont aussi fait la détection du SGP transformé pour la détection en fluorescence ainsi qu’en UV. Ils ont obtenu une limite de détection légèrement plus élevée que la fluorescence, cependant la reproductibilité est excellente et de plus, la fluorescence ne peut pas détecter le SGP sans modifications de la structure.
Il a aussi été utilisé en pharmaceutique pour la détection de médicaments présents sur les équipements utilisés. Les équipements doivent être nettoyés après utilisation et doivent être sous un seuil minimum de résidus du médicament. L’article montre la détection de l’albutérol, la loratidine et le fuorate de mométasone. Tous les trois détectés avec un détecteur UV et en chaîne le CAD par la suite. Le CAD montre une détection linéaire pour toutes les quantités de médicaments à détecter et montre aussi une détection similaire au détecteur UV, cependant il présente moins d’interférence avec les solvants utilisés. 
 